# Cyrbasia sublima
Cyrbasia sublima är en snäckart som först beskrevs av B.A. Marshall 1978.  Cyrbasia sublima ingår i släktet Cyrbasia och familjen Cerithiopsidae. Inga underarter finns listade i Catalogue of Life.